# Wilfredomys oenax
Genre
Espèce
Statut de conservation UICN

 EN B2ab(ii,iii,iv) : En danger
Wilfredomys oenax, unique représentant du genre Wilfredomys, est une espèce de rongeurs de la famille des Cricétidés.

## Publication originale
- Avila-Pires, 1960 : « Um novo gonero de roedor Sul-Americano (Rodentia-Cricetidae) ». Boletim do Museu Nacional Rio de Janeiro Zoologia NS, vol. 220, p. 1-6.